# Мавров Іван Іванович
Мавров Іван Іванович (26 червня 1936 — 8 серпня 2009) — доктор медичних наук, професор, директор Інституту дерматології й венерології АМН України (1977—2009), завідувач кафедри шкірних і венеричних хвороб Харківської медичної академії післядипломної освіти (1984 — 2009).

## Життєпис
Народився в м. Маріуполі. В 1960 році закінчив Донецький медичний інститут. В 17 років (з 1960 по 1977 р.) укладається складний шлях від випускника до директора: головний лікар дільничної сільської лікарні, лікар дерматовенеролог, завідувач дерматовенерологічного відділення, головний лікар Міського шкірно-венерологічного диспансеру, завідувач міського відділу охорони здоров'я.
Професор І. І. Мавров — засновник наукової школи, головний редактор журналу «Дерматологія й венерологія», їм отримано 35 патентів й 19 авторських посвідчень на винахід. Під його керівництвом успішно захищено 8 докторських й 37 кандидатських дисертацій. Наукові напрямки — хвороби, що передаються статевим шляхом; вивчення морфологічних, генетичних особливостей збудників венеричних інфекцій; вивчення пошкоджень мембран клітин при шкірних і венеричних захворюваннях; розробка діагностичних тест-систем й автоматизованих лабораторних комплексів; медико-екологічні, медико-математичні й медико-соціальні дослідження.
І. І. Мавров опублікував понад 350 наукових праць з різних розділів дерматології й венерології, у тому числі 12 монографій: «Урогенітальні хламідіози», 1983; «Лікування й профілактика гонококової інфекції», 1984; «Мікроциркуляція при дерматозах», 1985; «Контактні інфекції, що передаються статевим шляхом», 1989; «Статеві хвороби», 1994, 2002 (витримала п'ять видань в Україні й видана за рубежем); «ВІЛ-інфекція: актуальні питання клініки, діагностики, епідеміології й профілактики», 1994; «Герпес-вірусна інфекція», 1998, «Людські якості й людські відносини», 2005. І. І. Мавров написав основні розділи посібників для лікарів «Венеричні хвороби», 1991; «Уніфікація лабораторних методів дослідження при інфекціях, що передаються статевим шляхом», 2001; «Раціональна діагностика та лікування в дерматології та венерології», 2007; а також довідників «Основи діагностики й лікування в дерматології й венерології» , 2008; «Етюди до діагностики й лікування в дерматології й венерології», 2009.
Велику наукову, педагогічну, лікувальну й організаційну роботу І. І. Мавров успішно сполучав із суспільною діяльністю. Він був головою Проблемної комісії МОЗ і АМН України «Дерматологія і венерологія», головою Спеціалізованої Ради по захисту докторських дисертацій, віцепрезидентом Асоціації дерматологів, венерологів і косметологів України. Був обраний почесним членом Болгарського наукового суспільства дерматологів і венерологів, був членом Науково-координаційної ради по клінічній медицині АМН України. За результатами оцінок Інституту рейтингових досліджень Асамблеї ділових кіл України І. І. Мавров у 2005 році був визнаний «Харків'янином року», а в 2006 р. — нагороджений дипломом і нагрудним знаком «Особистість року 2006» у номінації «Діячі науки й культури України».